# 605 Juvisia
605 Juvisia је астероид главног астероидног појаса. Приближан пречник астероида је 69,86 ,
а средња удаљеност астероида од Сунца износи 2,999 астрономских јединица (АЈ).
Инклинација (нагиб) орбите у односу на раван еклиптике је 19,672 степени, а орбитални период износи 1897,713 дана (5,195 година). Ексцентрицитет орбите астероида износи 0,141.
Апсолутна магнитуда астероида износи 9,90 а геометријски албедо 0,039.
Астероид је откривен 27. августа 1906. године.